# Agropoli
Agropoli város (közigazgatásilag comune) Olaszország Campania régiójában, Salerno megyében. A cilentói tengerpart legjelentősebb városa.

## Fekvése
A Tirrén-tenger partján, a Salernói-öbölbe benyúló kis félszigeten fekszik. Határai: Capaccio, Castellabate, Cicerale, Laureana Cilento, Ogliastro Cilento, Prignano Cilento és Torchiara.

## Története
Agropoli területe már a neolitikum óta lakott vidék. Az első állandó település azonban csak a bronzkor végén, a vaskor elején alakult ki. A városhoz közeli Testene folyó torkolatánál az ókorban még egy öböl volt, amely napjainkra teljesen feltöltődött. Ezt az öblöt használták kikötőnek az itt megtelepedő görögök, akik i. e. 625-ben megalapították Poseidoniát (a későbbi Paestumot). A rómaiak a félszigettől keletre egy másik települést alapítottak i. e. 1 században Ercula néven. Miután a kikötő feltöltődött, Paestum – amely már római kézen volt – gazdasági élete hanyatlani kezdett. 
Az 5. században a vandál támadások ellen védekezve, Ercula lakosai egy közeli magaslatra telepedtek át, amelyre a bizánciak a 6. században egy erődítmény építettek Akropolis név alatt (jelentése magaslat). Innen származik a város mai megnevezése is. A 6. század longobárd inváziói során a paestumi püspök is Agropoli falai között talált menedékre, amely így fontos vallási központ lett. Agropoli vált a bizánciak fennmaradt dél-itáliai területeinek központjává. A város 882-ben a szaracénok kezébe került, akik megerősítették és dél-itáliai portyázásaik bázisául használták. A várost 915-ben szabadították fel és a püspök tulajdonába került (aki a szaracén fennhatóság ideje alatt Capaccióba menekült). 
Agropoli vidéke a környező településekkel együtt rövidebb megszakításokkal, egészen 1443-ig a püspöki birtok maradt. Ekkor V. Alfonz a Sanseverino grófoknak ajándékozta, a püspöknek fizetendő évi 12 uncia arany fejében. A 16-17. századokban az észak-afrikai kalózok egyik célpontja volt, emiatt többször is kifosztották, lakosságának száma pedig erősen ingadozott. A település 1806-ban lett önálló, amikor a Nápolyi Királyságban felszámolták a feudalizmust.

## Népessége
A népesség számának alakulása:

## Főbb látnivalói
Agropoli városát tekintik a Cilento és Vallo di Diano Nemzeti Park kapujának, amely egyike a legkedveltebb olaszországi turista célpontja. A városban számos műemlékjellegű épület található: a régi erődítmény maradványai, a San Francesco-kolostor romjai, a San Marco- és San Francesco-templomok. 